# Apisuahts Vallis
L'Apisuahts Vallis è una struttura geologica della superficie di Venere del diametro di 550 km. Il suo nome, approvato nel 1997, deriva dal nome che gli Algonchini davano al pianeta Venere.